# Funkcionális mágneses rezonanciavizsgálat

Egy mágneses rezonancia scan

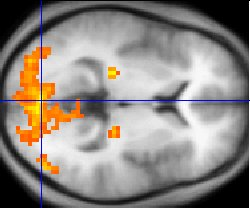
Az agy fMRI-vizsgálata

A funkcionális MRI vagy funkcionális mágneses rezonanciavizsgálat (fMRI) az MRI vizsgálat egy specializált típusa, amely az idegi aktivitással összefüggésben lévő hemodinamikus választ méri az emberek és állatok agyában vagy gerincvelejében. Ez az eljárás a legújabban kifejlesztett képalkotóformák egyike. Az 1990-es évek elejétől kezdve az fMRI domináns módszerré vált az agy feltérképezésének területén, mely annak tulajdonítható, hogy nem invazív eljárás, nem használ radioaktivitást, valamint viszonylag széleskörűen hasznosítható.

## Háttér
Az 1890-es évek óta (Roy és Sherrington, 1890) ismeretes, hogy az agyi véráramlás és véroxigénszint változásai szoros összefüggésben állnak az idegi aktivitással. Amikor az idegsejtek aktívak, oxigént használnak fel, melyet a vörösvértestben lévő hemoglobin szállít el a helyi kapillárisoktól. A válasz erre az oxigénfelhasználásra a felerősödött véráramlás a megnőtt aktivitású területeken, amely az idegi aktivitás után hozzávetőlegesen 1-5 másodperc késéssel jelentkezik. Ez az úgynevezett  hemodinamikus válasz 4-5 másodperc után éri el a tetőfokot, mígnem visszaesik az alapszintre (és jellemzően rövid ideig az alá is). Ez helyi változásokhoz vezet nemcsak az oxihemoglobin és a dezoxihemoglobin relatív koncentrációjában, hanem az adott agyterület vérmennyiségében és véráramlásában is.
A vér-oxigén-szint függő (Blood-oxygen-level dependent) vagy más néven BOLD fMRI egy olyan módszer, mely lehetővé teszi, hogy megfigyeljük, hogy az agy mely területei aktívak adott időben. Ezt először dr. Seiji Ogawa találta fel 1990-ben, majd 1992-től követte munkásságát dr. Kenneth Kwong. A neuronok nem rendelkeznek belső tartalék energiával glükóz és oxigén formájában, így a sejtek tüzelése még nagyobb energiaszükségletet eredményez.  Egy úgynevezett hemodinamikus válasz-folyamaton keresztül a vér nagyobb mértékben szállít oxigént az aktív, mint az inaktív neuronokhoz. A mágneses érzékenységben lévő különbség az oxihemoglobin és a dezoxihemoglobin között, és így az oxigéndús és az oxigénszegény vér között, a mágneses jel változásához vezet, melyet MRI szkennerrel detektálhatunk. Statisztikai módszerekkel lehetőség nyílik meghatározni, hogy az agy mely területei aktívak a gondolatok, mozgások és élmények alatt.
A legtöbb fMRI-vizsgálat a BOLD-ot használja annak megállapítására, hogy hol fordul elő aktivitás az agyban különböző élmények eredményeként. Léteznek más módszerek, melyek az idegi aktivitás közvetlen mérését tűzték ki célul (Például az Oxygen Extraction Fraction, vagy OEF – Oxigén kivonási hányad –  mérése az agy régióiban, azt vizsgálja, hogy a vérben mennyi oxihemoglobin alakul át dezoxihemoglobinná) Azonban az elektromágneses mezőt kiváltó aktív vagy tüzelő neuronok nagyon gyengék, a jel-zaj arány rendkívül alacsony és a statisztikai eljárások gyakran eltávolítják a mérendő jel egy részét. Így ezek a módszerek mostanáig túlnyomórészt sikertelenek.

## A BOLD és az idegi aktivitás kapcsolata
A mai napig vizsgálják a pontos kapcsolatot az idegi jelek és a BOLD között. Általában a BOLD jelekben beállt változások viszonylag jól korrelálnak a véráramlás változásaival. Az elmúlt néhány évtizedben számos tanulmány állapított meg kapcsolatot a véráramlás és a metabolikus arány között, mely szerint a vérellátás szigorúan szabályozott az agyi anyagcsere táplálékbiztosításában. Az idegtudósok több közvetlen kapcsolat után kutattak a vérellátás és az idegi bemenet/kimenet között, hogy megfejtsék, kapcsolatba hozható-e a megfigyelt elektromos aktivitás és az agyműködés cirkuláris modellje.
Míg az elterjedt nézetek szerint a lokális mezőpotenciál – az integrált elektromos aktivitás egy mutatója – erősebb korrelációt mutat a véráramlással, addig az akciós potenciál csúcsa az idegi kommunikációval áll közvetlenebb kapcsolatban.
Néhány mai eredmény alapján elmondható, hogy az idegi aktivitást követő felerősödött véráramlás nem okozati kapcsolatban áll az agyi régiók anyagcsere igényével, hanem inkább a neurotranszmitterek, különösen a glutamát irányítja.
Néhány további eredmény szerint a kezdeti kicsi, negatív irányú esés a fő pozitív irányú BOLD jel előtt pontosabban lokalizált és szintén korrelál a mért hely oxigénkoncentrációjában beállt csökkenéssel. Ezt a pontosabban lokalizált, negatív BOLD jelet használva lehetőség nyílt felvételt készíteni az ember elsődleges vizuális kérgében lévő szemdominancia oszlopról,  kb. 0,5 mm-es felbontásban. A technika egyik problémája, hogy a kezdeti negatív BOLD jel nagyon kicsi és csak nagyobb szkenner használatával, legalább 3 teslás mágneses mezővel észlelhető. Ez a kezdeti süllyedés az inger bemutatásának első- második másodpercében történik, amelyet nem lehet lefényképezni, ha a jeleket hosszú ismétlődési idővel rögzítik. Ha az ismétlődési idő megfelelően kicsi, a felgyorsult agyi véráramlás betudható az érrendszerre ható drogok (például koffein) fogyasztásának, vagy az érrendszeri érzékenységben lévő természetes különbségeknek.
A BOLD jel nagyobb artériák és vénák, kisebb arteriolák és veniolák valamint a kapillárisok véráramlásából áll. Kísérleti eredmények azt mutatják, hogy a BOLD jel nagyobb lehet a vékonyabb ereknél, és ezáltal sűrűbb lehet az aktív neuronoknál, ha nagyobb mágneses mezőben vizsgálják őket. Például az 1,5 teslás szkennerben a BOLD jelek kb. 70%-a a nagyobb erekből származik, egy 4 teslás szkenner esetében a kisebb erekből származik kb. ugyanennyi. Továbbá a BOLD jel mérete hozzávetőlegesen a mágneses mező erősségének a négyzetével növekszik. Ezért megfigyelhető egy ugrás a nagyobb mezős szkennereknél mind a lokalizáció javulásában, mind pedig a jelek növekedésében.
Néhány 7 teslás kereskedelmi szkennert már üzembe helyeztek, valamint folyamatos fejlesztés alatt állnak a kísérleti 8 és 9 teslás szkennerek.

## A technika
A BOLD eredményeket a képek gyors elkészítésével nyerjük a T1 és a T2 által nyújtott kontraszt segítségével. Vannak olyan képek, melyeket gyengébb minőségű térbeli és időbeli felbontással lehet  előállítani; a képek általában 1-4 másodpercenként készülnek, a kész felvételeken pedig a voxelek rendszerint a szövet 2–4 mm²-es kockáit reprezentálják. A legújabb technikai fejlődések, mint például a magas mágneses mezők és a fejlett többcsatornás RF felvételek használata, jobb térbeli felbontást eredményeznek. Bár az eseményhez kötött fMRI esetében az ingerekre adott válaszok szorosan együtt mutatkoznak (kb. 1-2 másodpercenként jelentkeznek), a BOLD válaszok teljes időtartama akár 15 másodperc is lehet a fő pozitív jel előtti szakaszon.

## Különböző tudományágak felhasználása az fMRI-tanulmányokban
Az fMRI nagy mértékben interdiszciplináris kutatási terület. Néhány tudományág, melynek elveit felhasználja:
- Fizika: A számos fMRI tanulmány nem készülhetett volna el a fizika alapelvei nélkül, hiszen az fMRI-jelek értelmezéséhez nélkülözhetetlen a fizika ismerete.
- Pszichológia: A legtöbb fMRI-tanulmány kognitív pszichológiai, kognitív pszichofiziológiai és/vagy pszichofizikai kutatás, melyekben MRI szkennert használtak, hogy kiegészítő információkat szerezzenek a főleg viselkedéses vagy EEG vizsgálatokhoz.
- Neuroanatómia: Az fMRI-jelek értelmezése kizárólag a neuroanatómia pontos ismeretével és megértésével valósítható meg.
- Statisztika: A statisztika helyénvaló alkalmazása elsősorban a fMRI-megfigyelések „kibogozását” jelenti és az álpozitív eredmények kikerülését szolgálja.
- Elektrofiziológia: Az idegi viselkedés területén való jártasság (jelen esetben elektrofiziológiai szinten) segíthet a kutatóknak egy igazán hasznos fMRI-tanulmány megtervezésében.

## Az fMRI előnyei és hátrányai
Mint minden más technikának, az fMRI-nek is vannak előnyei és hátrányai. Annak érdekében, hogy az ezzel foglalkozó kísérletek igazán hasznosak legyenek, nélkülözhetetlen a figyelmes tervezés és a kísérletek gondos levezetése.

### Az fMRI előnyei
- Felvételt tud készíteni az emberek és egyéb állatok agyi jeleiről a radioaktivitás kockázata nélkül, amely más eljárásoknál (például CT) veszélyt jelenthet.
- Felvételt tud készíteni egy 3–6 mm²-es területről, ami az EEG téri felbontásához képest igen jó, ám viszonylag gyenge időbeli felbontással bír, összehasonlítva ugyancsak az EEG technikájával. Az EEG elektromos/idegi aktivitást mér, míg az fMRI a vér aktivitását méri, amely mindenképp hosszabb válasszal rendelkezik. Az MRI berendezés (természetesen fMRI-nél is használható) magas időbeli felbontást is mutathat, ha más jelenséget vizsgál.

### Az fMRI hátrányai
- A BOLD jel csak az idegi aktivitás indirekt mérése, és ezáltal a test más, nem-idegi változásai is nagyban befolyásolják a jelek alakulását.
- A BOLD jelek sokkal erősebb összefüggést mutatnak az adott terület bemenetével, mint a kimenettel. Ennélfogva a BOLD jel láthatóvá válik egy adott területen akkor is, ha ott nincs önálló aktivitás.
- A különböző agyi területek eltérő hemodinamikus válasszal rendelkeznek, melyeket sajnos nem lehet teljes pontossággal visszaadni az fMRI időbeli jeleinek szűrésére gyakran használt általános lineáris modellel.
- Az fMRI-t gyakran használják arra, hogy lokalizáltan mutassák meg a különböző régiók aktivitását, minimalizálva ezzel az idegi hálózatokban zajló folyamatok természetével kapcsolatos kételyeket. Számos mai többváltozós statisztikai eljárás fáradozik azon, hogy pontosan jellemezze az „aktív” régiók közötti interakciókat, melyeket egyváltozós technikákkal fedeztek fel.
- Az fMRI-t általában azért alkalmazzák, hogy megpróbálják meghatározni, hogy hol jelentkezik az adott feladat közben aktivitás az agyban. Néhány kutató azonban azokat a modelleket részesítené előnyben, melyek megmagyarázzák, hogyan működnek a pszichológiai mechanizmusok.
- Az fMRI-nek viszonylag alacsony a jel-zaj aránya, legalábbis más elektrofiziológiai technikával összehasonlítva. Ez szükségessé teszi a mélyrehatóbb utóvizsgálatokat, így a publikált fMRI-eredmények majdnem minden esetben súlyosan átlagoltak, és valamennyire torzítottak is.

## Az fMRI népszerűségének veszélyei
Az fMRI egyesek számára azt az ígéretet hordozta, hogy segítségével objektíven tanulmányozhatók olyan jelenségek, folyamatok (pl. hazugság, elfojtott és egyéb tudattalan folyamatok), melyekről az emberek nem akarnak vagy tudnak beszámolni, lehetővé válik tehát az, hogy „olvassunk” mások elméjében, gondolataiban, szándékaiban, hiedelmeiben, politikai attitűdjeiben. Ezen eljárás segítségével kétségtelenül nyerhetők információk az említett jelenségekkel kapcsolatban, ugyanakkor az fMRI-adatokból nem vonhatók le ilyen direkt következtetések a mögöttes mentális folyamat(ok)ra vonatkozóan, ugyanis  hasonló agyi aktivitásmintázatot számos körülmény, feltétel kiválthat.

## Szkennelés a gyakorlatban
Az fMRI-vizsgálatokban közreműködő résztvevőket mindig megkérik arra, hogy feküdjenek olyan nyugodtan, ahogyan csak tudnak. Ezenfelül legtöbbször egy párnát helyeznek a fejük köré, hogy mérsékeljék és mindinkább megakadályozzák a kisebb mozgásokat is, hiszen azok is megzavarhatják a mérést. Néhány labor fej körüli síneket is használ, hogy minél inkább lecsökkentsék a mozgást, bár ez az eljárás nem túl népszerű, hiszen kényelmetlenséget okozhat a résztvevőknek. Az adatok utókezelésével lehetőség nyílik a fejmozgások közül néhányat korrigálni, de a nagyobb mozgások teljesen eredménytelenné teszik a vizsgálatot. A 3 mm-t meghaladó mozgások általában használhatatlan adatokat eredményeznek. A mozgás bárkinél előfordulhat, de az leginkább figyelemreméltó azoknál a személyeknél, akik fizikailag vagy érzelmileg nincsenek felkészülve az MRI-vizsgálatokra (például Alzheimer-kór vagy szkizofrénia esetében, vagy fiatal gyerekeknél). Ebben a populációban változó és negatív megerősítési stratégiákat kell bevetni, amely a kísérlet során csökkentheti a mozgásból adódó műtermékeket.
Egy fMRI-vizsgálatot általában 15 perc és 2 óra között végeznek el. A tanulmány céljaitól függően a résztvevők vagy filmet néznek, vagy hangokat hallgatnak. Előfordul, hogy szagokat szagoltatnak velük, vagy olyan kognitív feladatokat kell elvégezniük, mint a visszafelé számolás, bizonyos dolgok memorizálása vagy elképzelése, gombok nyomogatása, stb. A vizsgálatok megkövetelik a részletes instrukciót és a kísérleti terv kimerítő bemutatását minden alany számára. Ezt követően a vizsgálati személyeknek írásban kell hozzájárulniuk a kísérlet végrehajtásához, amennyiben egyetértenek a feltételekkel.
A biztonság egy nagyon fontos tényező minden, MRI-vel végzett kísérletben. A lehetséges alanyoknak biztosítani kell, hogy biztonságosan tudjanak belépni az MRI berendezés környezetébe. Ez a biztonsági lépés az MRI szkenner természetének tulajdonítható, hiszen a szkennert roppant erős mágneses mező veszi körül (legalább 1,5 Tesla, de előfordul, hogy erősebb). Az alanyokat teljes odafigyeléssel át kell vizsgálni: nem viselhetnek semmilyen fémtartalmú, mágneses tárgyat (órát, szemüveget, hajcsatot, pacemaker-t, vagy a csontjaikon csavart vagy egyéb fém beültetést). A vizsgálatot megelőzően nem lehet belépni a szkenner környezetébe!

## Kapcsolódó technikák
Eltekintve a BOLD fMRI-től, léteznek egyéb technikák, melyek hasonló módon vizsgálják az agyi aktivitást: mágneses rezonanciát alkalmaznak.

### Kontraszt MR
Egy befecskendezett kontraszt anyag, mint amilyen a vasoxid (bevonva cukorral vagy keményítővel, hogy elrejtsék a test védelmi rendszere elől) zavart okoz a mágneses mezőben és így az MRI szkenner mérni tudja. A jelek összefüggésben állnak a kontraszt anyag típusával és az agyi vérmennyiséggel. Ez a félig invazív eljárás számottevő hátránnyal bír az egészséges alanyok agyműködésének tanulmányozásában, ám sokkal inkább lehetővé teszi az érzékenység felderítését, mint a BOLD, s ezzel növelhetővé válik az fMRI-vizsgálatok hasznossága klinikai populációkban. A vérmennyiség vizsgálatára egyéb módszerek is léteznek, melyek nem igénylik semmiféle anyag befecskendezését. A mai napig azonban nincs olyan alternatív eljárás, amely ilyen érzékenységgel tudná jelezni az agyi változásokat, mint a kontraszt anyag befecskendezése.

### Megjelölt spin technika
Mágneses „megjelölés” esetében a proximális vérellátás ún. „megjelölt spin” technikát (ASL) használ. Ez a technika kontraszt anyag nélküli perfúziós vizsgálatra nyújt lehetőséget. Az eljárás több kvantitatív pszichológiai információt nyújt, mint a BOLD, és hasonló érzékenységgel rendelkezik a feladat-indukált változásokra nézve.

### Mágneses rezonancia spektroszkopikus vizsgálata
A mágneses rezonancia spektroszkopikus vizsgálata (MRS) egy másik NMR alapú folyamat, mely segít jobban megérteni az élő agy működését. Az MRS azzal az előnnyel bír, hogy a protonok (hidrogén atomok) különböző kémiai környezetben tartózkodnak attól függően, hogy milyen molekulában vannak jelen (H2O vs. protein, stb.). Ennek függvényében kissé eltérnek a rezonáns tulajdonságaik. Az agy egy adott térfogatán (jellemzően > 1 cm2 ) ezen H rezonanciák elosztása egy spektrumon válik ábrázolhatóvá.
Minden rezonancia csúcsértéke alatti terület viszonylag bő kvantitatív információt nyújt a molekula összetételéről. A legnagyobb csúcsa a  H2O-nak van. Bár jól észrevehető csúcsai vannak a kolinnak (Cho), kreatinnak (Cr), N-acetil aszpartátnak (NAA) és a laktátnak. Az agyi zavarok (skizofrénia, infarktus, bizonyos tumorok, sclerosis multiplex) jellemző velejárója lehet az NAA szintek területi átalakulása összehasonlítva egészséges személyekkel. A kreatint kontrollértékként használják, mert a szintje meglehetősen állandó marad, míg a kolin- és a laktát- szintekkel az agytumorok felmérése válik lehetségessé.

### Az fMRI és az EEG
A funkcionális MRI magas térbeli, de viszonylag kicsi időbeli felbontással (néhány mp nagyságrendű) rendelkezik. Az EEG közvetlenül méri az agy elektromos aktivitását, magas időbeli felbontást (ezredmásodperc), de alacsony térbeli felbontást adva. A két technika ezáltal kiegészíti egymást és akár egyidejűleg is alkalmazható lehet az agy aktivitásának feltárásában.
Az EEG jelek rögzítése egy MRI rendszeren belül nagy technikai kihívás. Az MRI rendszer műtermékeket okoz az EEG regisztrátumban. Ez számos különböző mechanizmuson keresztül megtörténhet. Egy képalkotó szekvencia rövid rádiófrekvencia-”lüktetések” sorozatát alkalmazza, melyek az EEG rendszerben is létrehozzák a jeleket. A képalkotás alatt használt mágneses gradiens szintén előidéz egy jelet, melyet nehezebb eltüntetni, amíg egy hasonló frekvencia-tartományú EEG jelnél jelentkezik. 
Végül a lüktető véráramlás (pulzus) a páciens testében szintén okozhat jelet a statikus mágneses mezőben (ballistokardiografikus műtermék).
Az EEG rendszer az MRI-vizsgálatra is hatással van. Az EEG-ben lévő fém és az elektródák szintén előidézhetnek műterméket a fémre érzékeny MRI szkennerben. Nagyon fontos, hogy csak kellő erősségű áramot használjanak a vizsgálati személy égési sérüléseinek elkerülése érdekében. Egyidejűleg rögzített EEG- és fMRI-adatok utolsó nehézsége a két adatkészlet lejegyzése, hiszen mindkettő különböző algoritmust igényel.

### Nukleáris idegi képalkotás
Az fMRI funkcionális képalkotásának felemelkedése és elterjedése előtt a leginkább használatos módszer a Pozitronemissziós tomográfia (PET) vizsgálat, valamint a ritkábban alkalmazott SPECT vizsgálat volt. Niels A. Lassen és munkatársai fáradoztak először a funkcionális idegi képalkotáson, radioaktív gázokat alkalmazva a dolgozó agy „lefényképezéséhez”.
Ezek a nukleáris képalkotó technikák nem használnak nukleáris mágneses rezonanciát, és eltérő felépítésű és működési elvű szkennereket alkalmaznak.

## Betekintés az fMRI-adatelemzésbe
Az alapvető célja az fMRI-adatelemzésnek, hogy felfedje az agy aktivációja és a résztvevőnek mutatott feladatok közötti összefüggéseket. A megszerzett adatok esetében a zaj forrásainak egy részt több lépésben lehet kiszűrni, még mielőtt az aktuális statisztikai vizsgálat elkezdődne a feladatok által okozott aktiváción. Egy tipikus fMRI-szkenner 3D-s képet készít az alany fejéről minden, vagy minden második másodpercben, előállítva így néhány száz vagy akár néhány ezer kész képet. Az MRI természete révén a képek Fourier-transzformáció használatával jönnek létre. A szkenner gyakorlati korlátai miatt a Fourier minták nem egy rácson jelentkeznek, és a szkenner hiányosságai behozhatnak további torzításokat. Az alany kicsi mozgásai, valamint a pulzusa és a légzése szintén befolyásolja a képeket.
A szkennerben lévő szoftverek végzik a képek rekonstrukcióját a Fourier-transzformációt követően. Az eljárás során néhány információ elvész. A műtermékek néhány típusának, pl.: a szögek okozta zajnak az eltávolítása még nehézkesebbé válik a rekonstrukciót követően, de ha a szkenner jól dolgozik, ezek a műtermékek viszonylag kevés jelentőséggel bírnak.
A rekonstrukció után a scannelésből származó kimenet az agy 3D-s képeinek sorozatából áll. A leggyakoribb korrekciók ezeken a képeken a mozgás-korrekciók, valamint a fiziológiai hatások korrekciója. Más javításon és térbeli és/vagy időbeli szűrésen is áteshetnek a képek. Ha a bemutatott feladaton gondolkodott a résztvevő, az aktivitás emelkedése lesz megfigyelhető. Ezek hossza hasonló a BOLD válaszok hosszához (kb. 6 mp nagyságrendű). Az időbeli szűrés ebben az esetben azért fontos, hogy megkísérelje a BOLD dekonvolúcióját és az aktiváció pontos időbeli mintáit visszanyerni.
Ezen a ponton az adat az időbeli minták sorozatát nyújtja minden voxelre nézve. Az eljárások különbözősége arra jó, hogy megfigyelhetővé váljon, hogy korrelálnak-e ezen voxelek időbeli sorozatai a feladattal, s így feltérképezzék a feladatfüggő agyi aktivációt.

### Néhány fMRI idegi képalkotó szoftver
- AFNI
- BrainVoyager
- CamBA
- Fiasco/FIAT
- FreeSurfer
- mrVista
- FSL
- 3D Slicer
- SPM
- AutoSPM: Automated SPM for Surgical Planning
- BioImage Suite
- nordicICE
- FMRLAB

## Valós idejű fMRI
A valós idejű fMRI megkísérli feldolgozni az agyi aktivitásról szerzett adatokat, miközben a szkenner működésben van. Létrejöhet egy biofeedback, ha az alanynak szkennelés közben bemutatják a saját agyi aktivitásának mintázatát. Ezt a technikát alkalmazva meg lehet vizsgálni, vajon a páciensek tudják-e használni az agyi aktivitás-mintázatuk tudatosságát a szociális szorongási zavar és a krónikus fájdalom csökkentésére. Más vizsgálati csoportok azért használták ezt az eljárást, hogy megtanítsanak a résztvevőknek szabályozni egy játékot kizárólag az agyuk használatával.
A mai napig csak a BOLD fMRI-t használták valós idejű vizsgálatokhoz, mely hozzávetőlegesen 2-5 mp-el késlelteti a jelet a hemodinamikus válasz pszichológiai késése miatt. A jövőben az fMRI egyéb módszerei talán csökkenteni tudják ezt a késést és helyt adhatnak több azonnali jelalkotásnak

## Az fMRI költségei
Az fMRI-szkennerek költsége kb. ugyanannyi, mint az MRI szkennereké, hiszen az fMRI csupán az MRI szkenner egy speciális típusa. Az MRI berendezés drága, de a költség minden bizonnyal exponenciálisan csökkenni fog a jelenlegi nagy áttörések és a kutatási eredmények gyors elterjedése miatt. Egy új 1,5 teslás szkenner ára gyakran 1.000.000 USD és 1.500.000 USD között van. Egy új 3,0 teslás szkenner pedig 2.000.000 USD és 2.300.000 USD közötti összegbe kerül. Az MRI szerkezet felépítése akár 500.000 USD-be is belekerülhet.
Jelenleg az Amerikai Egyesült Államokban nő az érdeke a költségek csökkentésének, mert egyre több cég foglalkozik fMRI-előállítással. A folyamatos előállítás mellett a már meglévő típusok is állandó fejlesztés alatt állnak.

## Kereskedelmi használat
A legtöbb fMRI-szkennert kutatásra használják, a klinikai használat egyelőre igen kevés. A kutatásokban használt szkennelést általában maguk a kutatók végzik.
Néhány cég kísérletet tett, hogy specifikus fMRI-hardvereket értékesítsen vagy előállítson klinikai célra, például:
- Omneuron egy amerikai cég, amely a valós idejű fMRI lehetséges gyakorlati és klinikai alkalmazását kutatja
- Applied fMRI Institute egy San Diegó-i vállalat, amely kereskedelmi használatra kínálja a Siemens 3T TIM Trio berendezését
- Neurognostics egy amerikai cég, amely egy standardizált fMRI-rendszerrel állt elő
- Imagilys  egy európai cég, amely a klinikai és kutatási fMRI-re specializálódott

Legalább két cég indította el az fMRI alkalmazását a hazugság detektálására. A hazugság-érzékelés eredményessége kérdéses. Egy népszerű tudományos tévéműsor (Mythbusters) 109. epizódjában az építő csapat három képviselője próbálta becsapni az fMRI-rendszert. Bár kettejük sikertelennek bizonyult, a harmadik személy sikeresen verte át a gépet. A jeleket kivetítették az fMRI-gépről egy képernyőre, mutatva az agy aktív régióit. Attól függően, hogy mely régiók voltak a leginkább aktívak, a szakember megpróbálta meghatározni, vajon a résztvevő igazat mond-e vagy hazudik. Ez a technológia a fejlődés korai szakaszában van, de sokan vannak azon, hogy kiszorítsák a tudomány területéről a régebbi hazugság-mérő eljárásokat.

## Az fMRI-adatok értelmezése és az értelmezés nehézségei
Az fMRI-vizsgálatok során elemzésre kerülő BOLD jelek és a mögöttes mentális folyamatok összefüggése nem egyértelmű (az fMRI-adatok nem közvetlenül az idegsejtek aktivitását mérik, hanem a vér oxigéntartalmát egy adott területen), de még ha valóban agyi aktivitást mérne is az eljárás, akkor is nehézséget jelentene az, hogy milyen következtetések vonhatók le a nyert adatokból.  Az adatok értelmezésének két alapvető módját Henson (2006) és Poldrack (2008) mutatja be.
Előrefele következtetés (forward inference)
A kutatások egy része az ún. „előrefele következtetés” (forward inference) megközelítést alkalmazza.  E megközelítés alapján olyan kísérleti helyzeteket hasonlítanak össze, amelyek a feltételezések szerint különböző mentális folyamatokat vesznek igénybe, és ha találnak olyan agyi területeket, melyek aktivitása különbözik a kísérleti helyzettől függően, arra következtetnek, hogy az adott terület aktivitása összefügg a feltételezett mentális folyamattal.  A módszer hátránya, hogy mivel a talált összefüggés korrelációs – és nem ok-okozati – jellegű, nem lehet biztosan tudni, hogy egy bizonyos mentális folyamathoz kapcsolható agyi terület aktivitása szükséges vagy elégséges feltétele a kognitív funkció működésének.  Például előfordulhat, hogy olyan agyi területek is megnövekedett aktivitást mutatnak egy feladat végzése során, melyek aktivitása nem szükséges a feladat megoldásához. Például a hippokampusz aktivitásnövekedése megfigyelhető késleltetett klasszikus kondicionálási helyzetben, miközben a hippokampusz sérülése (léziója) nem károsítja ezt a funkciót. Ahhoz, hogy egy adott agyi területről el lehessen dönteni, hogy szükséges-e egy meghatározott funkcióhoz, az adott terület manipulációjára (pl lézióra, vagy transzkraniális mágneses stimulációra (TMS)) van szükség, amire a képalkotó eljárások önmagukban nem alkalmasak.
Visszafele következtetés (reverse inference)
Az utóbbi években egyre elterjedtebbé vált a visszafele következtetés gyakorlata, amikor a kutatók meghatározott agyi területek aktivitásából meghatározott kognitív folyamatok jelenlétére következtetnek. Ez a megközelítés főleg a neuroeconomics és social cognitive neuroscience területén terjedt el, ahol gyakran nem világos, hogy a kísérleti feladatok milyen mentális folyamatokat vesznek igénybe.  Például egy, a morális érvelés mögötti kognitív folyamatokat vizsgáló cikk olyan agyi területeken talált a kísérleti helyzetben aktivitást, melyeket korábban az érzelmekkel kapcsoltak össze és ebből arra a következtetésre jutott, hogy az érzelmeknek fontos szerepük van bizonyos jellegű morális ítéletek meghozatalában Ez a következtetés azonban csak akkor lenne deduktívan igaz, hogy ha kizárólag a vizsgált mentális folyamat aktiválná az adott agyterületet (region of interest, figyelt terület), de ez igen ritkán fordul elő.  Mivel a legtöbb agyi terület sokféle mentális feladat során aktív, elég kicsi az ereje ennek a fajta érvelésnek. Ugyanakkor ez a megközelítés sem teljesen haszontalan, van információ abban, hogy egy adott agyi terület a feladat során aktivitást mutatott – hogy pontosan mennyi, az egy lehetséges megközelítés szerint a Bayes elmélet alkalmazásával kiszámolható. Általánosságban elmondható, hogy minél kisebb az elemzésre kiválasztott figyelt terület (minél specifikusabban határozzák meg, hogy mely agyi régió aktivitását fogják elemezni), annál nagyobb az ereje a visszafele következtetésnek. Ahhoz, hogy biztonságosabb értelmezést lehessen a megfigyelt aktivitásnak adni, nemcsak azt kell tudni, hogy az adott folyamat milyen valószínűséggel jár együtt az adott agyi terület aktivitásnövekedésével, de azt is ismerni kell, hogy az adott terület általánosságban milyen valószínűséggel aktív.  A visszafele következtetéses megközelítés leginkább új hipotézisek felállítására alkalmas, melyeket további viselkedéses vagy képalkotó eljárást alkalmazó vizsgálatokkal lehet tesztelni.

## Gyakori ellenvetések az fMRI-vizsgálatokkal kapcsolatban
A képalkotó eljárások a frenológia (koponyatan) új köntösben való visszatérését jelentik
Franz Gall elmélete szerint az emberek képességei az agykéreg meghatározott területeihez kapcsolhatók, a koponya formája pedig tükrözi az alatta lévő kéreg szerkezetét, így a koponya vizsgálata alapján következtetni lehet az egyéni képességekre. Ugyanakkor a frenológia és a modern képalkotó eljárások több jelentős ponton különböznek egymástól.
Először, a vizsgálat tárgya más a két megközelítés szerint. A frenológia a koponya különböző részeit vizsgálta, és a koponya meghatározott részének alakja és mérete alapján vontak le következtetéseket az alatta fekvő agykéreg alakjára. A különböző agyterületek alakjának relevanciája a hozzá kapcsolható pszichológiai funkciókat illetően ugyanakkor kétséges (sőt, a kettő között feltehetően nincs kapcsolat).  Ezzel szemben a képalkotó eljárások által használt hemodinamikus függő változó relevanciája sokkal megalapozottabb, a BOLD jelek mutatnak korrelációt az idegi/szinaptikus aktivitás egyéb neurofiziológiai mérőeszközeivel
A második különbség abban van, hogy milyen funkciókat vizsgál a két megközelítés. A frenológia által vizsgált különböző agyi területekhez kapcsolt „fakultások” (funkciók) nem voltak kísérletileg megalapozottak (hanem Gall elképzelését követték vagy Lorenzo Niles Fowler frenológiát népszerűsítő spekulációin alapultak – pl különböző agyi területekhez köthető a remény, vagy a család szeretetének érzése). Amennyiben feltételezzük, hogy a Gall óta eltelt évszázadokban a kísérleti pszichológiában volt fejlődés, akkor elmondható, hogy a képalkotó kutatók által feltételezett funkciók az elméletek és adatok sokkal szélesebb körére támaszkodnak. A képalkotó eljárást a frenológiához hasonlító egyik kritikus, Uttal, pont amellett érvel, hogy a kognitív folyamatok elemi részekre bontása és lokalizálása terén nem sokat léptünk előre Gall óta. A kérdés továbbra is nyitott, a legtöbb kísérleti pszichológus azonban feltehetőleg vitába szállna Uttal megállapításával.
A harmadik és legfontosabb különbség az, hogy a modern képalkotó eljárások túl tudnak lépni az egyszerű korrelációs összefüggések feltárásán, mert tervezhetők olyan kísérletek, melyekben valamely faktor módszeres változtatásának hatását meg tudjuk nézni az agyi aktivitás változására. A frenológia erre nem adott lehetőséget, ott csak arra volt lehetőség, hogy az egyéni képességek különbségeit az egyéni koponya alak eltéréseivel korreláltassák (Henson, 2005).
Az fMRI-vizsgálatok csak a hol kérdésre tudnak válaszolni, a hogyanra nem
Az adatok sosem válaszolnak a hogyan kérdésre, a viselkedéses adatok sem. Az elméletek azok, amik erre a kérdésre válaszolnak. Az adatok arra jók, hogy különböző elméletek között dönteni lehessen. Az fMRI-adatok tehát közvetve adnak információt a hogyanról, mégpedig úgy, hogy segítségükkel alátámaszthatók vagy elvethetők bizonyos elméletek (Henson, 2005).
A kéreg plaszticitása miatt nem általánosíthatók az fMRI-adatok
Az agy plaszticitása jelentős, agysérülést követően bizonyos funkciók helyreállása alapján arra lehet következtetni, hogy az agy ép területei részben át tudják venni a sérült területek kiesett funkcióit. Továbbá a normál fejlődés során is változik az, hogy mely funkciók mely területhez kapcsolódnak, ami megnehezíti a képalkotó eljárással nyert adatok általánosíthatóságát a különböző korcsoportok között (ugyanakkor a funkciók maguk is változnak az életkor előrehaladtával). Továbbá különböző fejlődési utak léteznek attól függően, hogy a személyek milyen típusú ingereknek vannak kitéve (pl kétnyelvű környezet, zenetanulás, stb).
Erre a problémára lehet az a megoldás, hogy feltételezzük, hogy léteznek „normál” pszichológiai funkciók – pl egészséges felnőttek esetében –  és azt is, hogy van ezeknek a funkcióknak egy tipikus leképeződése az agyban. Ezt a feltételezést aztán empirikusan tesztelni lehet. Amennyiben a funkciók agyi vetülete túl gyorsan változik az idővel, vagy túlságosan befolyásolják ezt az egyéni eltérő fejlődési utak, akkor nem lehet megbízható különbségeket találni az fMRI-adatokban a normál személyek véletlen mintáinak átlagolása során.  A tapasztalat azonban az, hogy az fMRI-kutatások képesek megbízható és reprodukálható különbségek kimutatására, ami arra utal, hogy létezik a kognitív funkcióknak egy normál (default) agyi térképe. Ugyanakkor fontos észben tartani, hogy amikor nem sikerül megbízható különbségeket kimutatni, ez részben adódhat az agyi funkciók leképeződésének egyéni variabilitásából (Henson, 2005).
A képalkotó eljárások semmilyen új fontos tudást nem adtak, nem sikerült általuk jobban megérteni a mentális folyamatokat
A kérdés, hogy vannak-e olyan új pszichológiai elméletek, melyeket a képalkotó eljárással nyert adatoknak köszönhetünk. Egyelőre ugyan nem sok ilyen van, ugyanakkor vannak olyan területek, melyeken a képalkotó eljárásokat használó kísérleti eredmények új pszichológiai konstrukciók kifejlődéséhez, illetve ismert funkciók jobb megértéséhez vezettek. A leglátványosabb ezek közül a végrehajtó funkciók elkülönítése (pl ide tartozik az információk fenntartásának, manipulálásának, monitorozásának, frissítésének, integrálásának és csoportosításának képessége).  A végrehajtó funkciókhoz kapcsolódó olyan új feladatok kifejlesztése is ide sorolható, mint pl az N-lépés vissza feladat (N-back task), és ezek jól használhatók lehetnek további viselkedéses és neuropszichológiai tesztekben (Henson, 2005).

## Mire jó az fMRI?
Az fMRI-vizsgálat alkalmas lehet arra, hogy összehasonlítson olyan pszichológiai elméleteket, modelleket, melyek ugyanazt a viselkedéses kimenetet jósolják, ugyanakkor más folyamatokat feltételeznek a háttérben. Az fMRI-nek ilyen irányú használatára példa Henson 2006-os vizsgálata, ahol azt ellenőrizte, hogy az emlékszem/tudom emlékezeti döntések hátterében egy vagy két folyamat áll-e. Az egy folyamatot feltételező modell szerint a kétféle megítélésű emlék csak az emléknyom erősségében különbözik egymástól, míg a kettős folyamat modell azt feltételezi, hogy a két döntés kvalitatív módon különbözik egymástól és egymástól független folyamatokon alapul. Henson tehát azt vizsgálta, hogy az emlékszem/tudom döntések esetén talál-e minőségileg eltérő aktivitásmintázatot az fMRI-adatokban és ez alapján tudta falszifikálni az egyetlen háttérfolyamatot feltételező modellt.
Az fMRI-kutatásokból nyert adatok alkalmasak lehetnek arra is, hogy új hipotézisek felállítására késztessék a kutatókat. Erre lehetőség van például akkor, ha a képalkotó eljárással kapott adatok ellentmondanak a viselkedéses adatok alapján generált várakozásoknak, vagy ha ki tudják egészíteni a viselkedéses adatokat és árnyalják az érvényben lévő elméleteket.

## Fordítás
- Ez a szócikk részben vagy egészben  a   Functional magnetic resonance imaging című angol Wikipédia-szócikk fordításán alapul.  Az eredeti cikk szerkesztőit annak laptörténete sorolja fel. Ez a jelzés csupán a megfogalmazás eredetét és a szerzői jogokat jelzi, nem szolgál a cikkben szereplő információk forrásmegjelöléseként.